# Ancylopus phungi phungi
Ancylopus phungi phungi es una subespecie de coleóptero de la familia Endomychidae.

## Distribución geográfica
Habita en China, Japón y Tonkin.